# Ost-Passage Theater

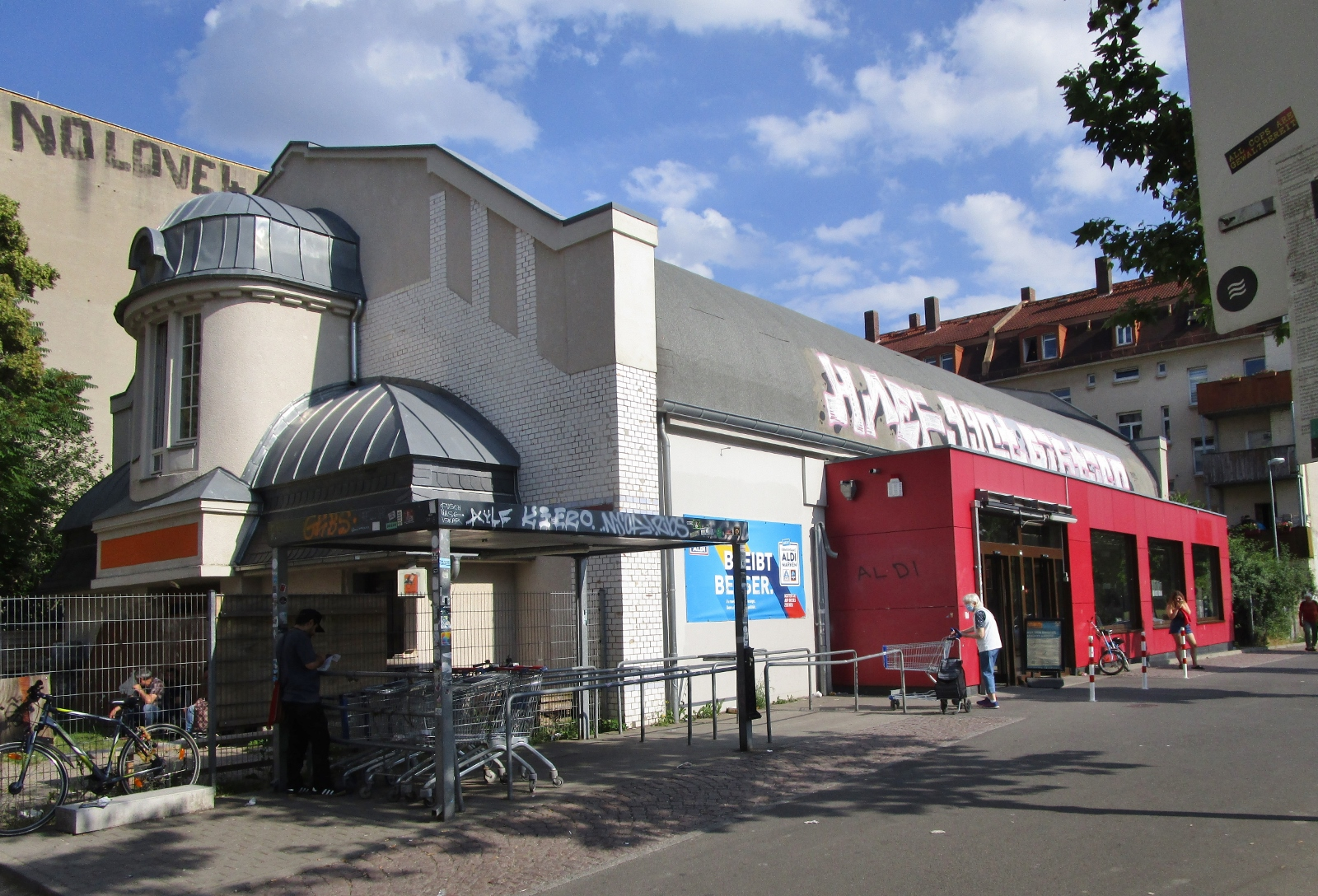
Ost-Passage Theater neben einer Aldi-Filiale an der Eisenbahnstraße (2021)

Das Ost-Passage Theater ist ein ehemaliges Kino und heute eine Nachbarschaftsbühne in einem historischen Gebäudekomplex im Leipziger Ortsteil Neustadt-Neuschönefeld. Getragen wird die Bühne von dem gemeinnützigen Ost-Passage Theater e. V.

## Geschichte des Gebäudes
Zwischen den Wohnhäusern Eisenbahnstraße 74 und Konradstraße 29/31 wurde 1909 im Auftrag von Röthig’s Terrain-Gesellschaft mbH ein Lager- und Verkaufsgebäude für Waren und Genussmittel errichtet. Im März 1912 entschied man, die Markthalle in ein Kino zu verwandeln. Betreiber des Kinos mit dem Namen Ost-Passage Theater war die Lichtspieltheater-AG, Straßburg, der Umbau erfolgte unter der Leitung des Leipziger Architekturbüros Rötig und Haeder.
Am 12. Oktober 1912 fand die feierliche Eröffnung des Kinos statt. Mit seinen 675 Plätzen war es kurzzeitig Leipzigs zweitgrößtes Kino. Das Kino wechselte 1918 seinen Namen zunächst in „Kammerlichtspiele“, dann in „Lichtschauspielhaus“. Von 1933 bis 1943 gehörte es zu den Kinos von Alois Hecht. Betreiber von 1949 bis 1962 war die „Filmtheaterbetriebe der DDR“ (FTB) Leipzig. 1962 befand sich das Haus in einem heruntergekommenen Zustand. Da jedoch weder die notwendigen Sanierungen und Modernisierungen vorgenommen wurden, noch die kostspieligen Erweiterungspläne umgesetzt werden konnten, wurde mit dem 31. Dezember 1962 das Kino geschlossen.
Ab 30. April 1968 hieß der neue Mieter Kirche Jesu Christi der Heiligen der Letzten Tage, bis die Gemeinde 1986 in die Oeserstraße in Leipzig zog. Die mormonische Gemeinschaft führte auf eigene Kosten eine Renovierung durch und brachte die Inschrift „Kirche Jesu Christi der Heiligen der Letzten Tage“ am Portikus des Gebäudes an. Die Inschrift, die von weitem zu sehen war, musste aber auf Anordnung der DDR-Regierung weiß überstrichen werden.
Danach wurde das Gebäude vorübergehend als Lagerraum der Karl-Marx-Universität (heutige Universität Leipzig) genutzt. Der Raum mit dem Tonnengewölbe wurde noch einige Zeit von einer Tischlerei genutzt, die Fläche des längst abgetragenen Seitengebäudes diente als Holzlager, dann setzten erneut Leerstand und eine Phase ungebremsten Verfalls ein.

### Einkaufszentrum
1994 übernahm der vorherige Eigentümer das Objekt und plante eine Instandsetzung getreu dem historischen Erscheinungsbild. Dieses Vorhaben konnte aber erst 2008/09 verwirklicht werden, vor allem durch die Nutzungsvereinbarung mit Aldi Nord, die das Gebäude im ursprünglichen Sinne als Markthalle nutzt und eine Aldi-Filiale im Erdgeschoss betreibt.
„Das ist eine große Chance“, begrüßte Karsten Gerkens, Leiter des Amtes für Stadterneuerung und Wohnungsbauförderung der Stadt Leipzig die gefundene Lösung. „Wir können die Markthalle erhalten, der Bedarf nach Waren des täglichen Bedarfs im Umfeld wird gedeckt und vielleicht öffnet sich der Veranstaltungsraum auch dem Stadtteil als Kulturraum.“ Die Instandsetzung und Modernisierung der Markthalle wurde mit rund 140.000 Euro aus dem Bund-Länder-Programm „Stadtteile mit besonderem Entwicklungsbedarf – die Soziale Stadt“ gefördert.
Die Außenfassade wurde nach denkmalpflegerischen Standards rekonstruiert. Im Innenbereich wurde die Empore abgetragen und eine Zwischendecke eingezogen, die das Gebäude in zwei Etagen teilt. Die obere Etage von 14 m Breite und 25 m Länge zeugt aber noch vom Charme vergangener Tage. Tonnengewölbe und Gurtbögen tragen noch Reste des alten Verputzes und Spuren der ursprünglichen Farbfassung.

### Theater und Veranstaltungsort

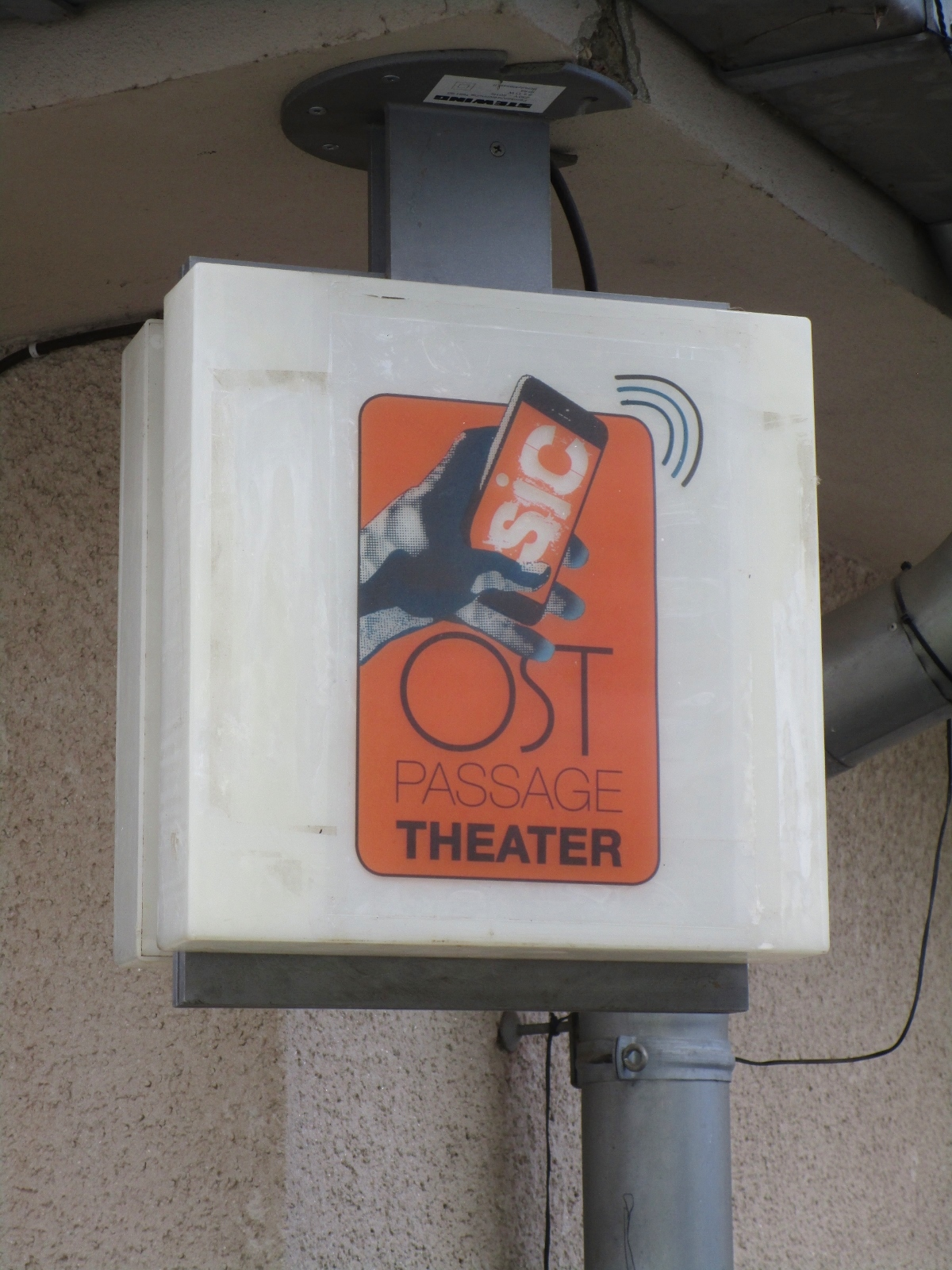
Werbe-Aufkleber am Gebäude (2021)

Der Initiative Ost-Passage Theater gelang es 2011, den damaligen Eigentümer für eine Nutzung der oberen Etage als Nachbarschaftsbühne zu begeistern. Die feierliche Eröffnung fand am 9. März 2018 statt. Seit der Eröffnung finden im Ost-Passage Theater mit seinen 96 Plätzen und einer zentralen Bühnenfläche von knapp 70 m², in der Atmosphäre des ehemaligen Gründerzeitkinos, jährlich fast 190 Veranstaltungen statt. Die Bandbreite reicht dabei von Theater, Musik und Kino bis hin zu Lesungen, Diskussionen oder Workshops.
Das Theater wird durch eine gemeinnützige, im Wesentlichen ehrenamtliche Initiative mit nur 1,5 Personalstellen getragen. Innerhalb der Theaterlandschaft Leipzigs hat sich das „Ost-Passage Theater“ seit Bestehen als wichtiger, gut vernetzter Kooperationspartner etabliert. Es trägt zur Belebung der Theaterszene Leipzigs in vielfältiger Weise bei.